# 13690 Lesleymartin
13690 Lesleymartin è un asteroide della fascia principale. Scoperto nel 1997, presenta un'orbita caratterizzata da un semiasse maggiore pari a 3,1241150 UA e da un'eccentricità di 0,1697150, inclinata di 15,57103° rispetto all'eclittica.